# دونبارتونشير الشرقية (دائرة انتخابية في المملكة المتحدة)
دونبارتونشير الشرقية (بالإنجليزية: East Dunbartonshire)‏ هي إحدى الدوائر الانتخابية في المملكة المتحدة الممثلة في مجلس العموم في برلمان المملكة المتحدة.
عضو البرلمان الذي يمثلها حالياً هو :Jo Swinson (LD).